# Presidente Municipal de Centro (Tabasco)
El Presidente Municipal de Centro es el servidor público que encabeza el poder ejecutivo del Municipio de Centro, en el estado de Tabasco. Es el  responsable directo de la administración pública municipal y encargado de ejecutar los programas de obras y servicios municipales, de acuerdo a las órdenes del Ayuntamiento de Centro. También es conocido como Primer Regidor, Primer Edil o coloquialmente como Alcalde de Villahermosa (debido a que en su territorio se encuentra la también capital del estado de Tabasco).
Es elegido mediante voto directo y universal. Una vez electo, entra en funciones el 5 de octubre siguiente a la fecha de elección. Su cargo dura tres años con posibilidad de reelegirse para el periodo inmediato en una sola ocasión, de acuerdo con el artículo 64 de la Constitución Política del Estado de Tabasco.
De acuerdo al artículo 19 de la Ley Orgánica de los Municipios del Estado de Tabasco, cada municipio del estado es gobernado por un Ayuntamiento, de elección popular directa. Cada Ayuntamiento debe estar integrado por un Presidente Municipal, un síndico de hacienda y el número de regidores que las leyes electorales mandaten. La primera regiduría corresponde al Presidente Municipal y la segunda regiduría al síndico de hacienda. 

## Requisitos para ser Presidente Municipal
Para ser regidor se requiere:
- Ser ciudadano mexicano por nacimiento.
- Tener residencia no menor de 3 años anteriores al día de la elección en el municipio.
- No ser ministro de algún culto religioso.
- No tener antecedentes penales.
- Haber cumplido 21 años antes del día de la elección.
- No ser titular en alguna de las dependencias de la Administración Pública Estatal, fiscal general del Estado de Tabasco; o titular de organismos autónomos, magistrado del Tribunal Superior de Justicia, del Tribunal de Justicia Administrativa, ni del Tribunal de Conciliación y Arbitraje; Presidente Municipal, Sindico o Regidor; Secretario del Ayuntamiento o titular de alguna de las dependencias, entidades o direcciones de la propia administración municipal; ni servidor público federal con rango de director general o superior, a menos que permanezca separado definitivamente de sus funciones desde noventa días naturales antes de la fecha de la elección.
- No ser titular de alguna de las entidades u organismos descentralizados o desconcentrados de la Administración Pública Estatal, a menos que se separe definitivamente de sus funciones noventa días naturales antes de la fecha de la elección.
- No ser Magistrado, Juez Instructor, ni Secretario del Tribunal Electoral, ni Consejero Presidente o Consejero Electoral en los Consejos Estatal, Distritales o Municipales del Instituto Electoral y de Participación Ciudadana de Tabasco, ni secretario ejecutivo, contralor general, director o personal profesional directivo del propio instituto, salvo que se hubieren separado de su encargo, de manera definitiva, dos años antes del día de la elección.

## Facultades y obligaciones del Presidente Municipal
De acuerdo al artículo 65 de la Ley Orgánica de los Municipios del Estado de Tabasco, son facultades y obligaciones del Presidente Municipal:
- Realizar las acciones necesarias para el desarrollo municipal, siguiendo los lineamientos contenidos en los planes y programas.
- Formular y someter a la aprobación del Ayuntamiento el Bando de Policía y Gobierno, los reglamentos, circulares y demás disposiciones administrativas de observancia general, así como promulgarlos, publicarlos, vigilar y sancionar su cumplimiento.
- Elaborar los planes y programas municipales de acuerdo con la Ley de Ingresos, el Presupuesto de Egresos y las leyes respectivas, sometiéndolos a la consideración del Ayuntamiento. Debiendo además publicar en el Periódico Oficial del Estado y en todo el Municipio por el medio de comunicación impreso que considere idóneo, el Plan Municipal de Desarrollo y el Programa Operativo Anual al inicio de un periodo Constitucional, el primero, en los plazos señalados en el artículo 25 de la Ley de Planeación del Estado; y, en su caso, el Programa Operativo Anual, dentro de los primeros noventa días de cada ejercicio fiscal anual, publicando también de manera trimestral los resultados de sus revisiones y, en su caso, sus adecuaciones. Tratándose del presupuesto de egresos correspondiente al primer año del ejercicio de un nuevo periodo constitucional, dentro de los sesenta días siguientes de iniciado el mismo, y conforme la previsión de los ingresos, el presidente municipal podrá solicitar al Cabildo, la aprobación de la modificación, y en su caso, la ampliación del presupuesto asignado por la administración anterior, para el ejercicio de que se trate, a fin de dar cumplimiento al Plan Municipal de Desarrollo y al Programa Operativo Anual de ese año, así como a los demás objetivos y metas que se pretendan alcanzar
- Ejecutar los planes y programas municipales a que hace referencia la fracción anterior, así como llevar los controles presupuestales correspondientes para formular la cuenta pública, que será sometida a la Legislatura local por medio del Ayuntamiento;
- Administrar los bienes del dominio público y privado del Municipio, llevar su registro, controlar y vigilar su uso adecuado y conservación
- Realizar las obras y prestar los servicios públicos municipales que establecen las leyes relativas, así como aquellas que la comunidad demanda para mejorar sus niveles de bienestar. Para el cumplimiento de esta obligación, el presidente municipal podrá contratar o convenir y en su caso, concertar en representación del Ayuntamiento, la ejecución de las acciones con el gobierno del Estado, y con los particulares, siempre de acuerdo a lo establecido en esta ley y otras aplicables.
- Recaudar, custodiar y administrar los impuestos, derechos, productos, aprovechamientos, participaciones y otros ingresos señalados en la Ley de Ingresos y en las demás disposiciones fiscales, así como ejercer la facultad económico-coactiva para hacer efectivos los créditos fiscales, por conducto de las dependencias municipales correspondientes.
- Visitar con la periodicidad que determine el Ayuntamiento, las poblaciones que forman al Municipio en compañía de los integrantes de las diversas comisiones que se hayan constituido, para conocer de los problemas e informar de ellos al Ayuntamiento a fin de tomar las medidas para su resolución
- Convocar al Ayuntamiento, presidir y dirigir las sesiones que deba celebrar el Ayuntamiento, así como vigilar la integración y funcionamiento de sus comisiones.
- Informar al Ayuntamiento sobre el cumplimiento de sus acuerdos.
- Informar cada año, en sesión solemne de Cabildo, al Ayuntamiento sobre el estado que guarda la administración municipal, los avances logrados del Plan Municipal de Desarrollo y de las labores realizadas durante el año.
- Asumir la representación jurídica del Ayuntamiento en los litigios en que éste forme parte, cuando el síndico de hacienda esté impedido legal o materialmente para ello, se abstenga o se nieguen a cumplir con su función; en estos últimos casos, el presidente deberá obtener la autorización del Ayuntamiento.
- Delegar, cuando así lo considere necesario, las funciones de celebración y firma de informes de comprobación de gastos y programación, contratos, convenios y toda clase de actos a los titulares de las dependencias municipales, de acuerdo con la naturaleza del asunto que se trate.
- Cumplir y hacer cumplir, dentro de su competencia, las disposiciones contenidas en las leyes federales y estatales.
- Tener el mando de la fuerza pública municipal, con las restricciones señaladas en esta y otras leyes.
- Para el cumplimiento de sus facultades y obligaciones, el Presidente Municipal se auxiliará de los órganos administrativos que esta Ley establece, y tendrá la facultad de nombrar y remover libremente a sus titulares y demás servidores públicos, salvo los casos de la Secretaría del Ayuntamiento, la Contraloría Municipal y la Dirección de Seguridad Pública, cuyos titulares serán nombrados por el Cabildo, o el Concejo Municipal en su caso, a propuesta del Presidente Municipal. Las excepciones previstas en el párrafo anterior no restringen la facultad del presidente municipal para la remoción de dichos servidores, en su caso.
- Previo a los nombramientos, contrataciones o designaciones de cualquier servidor público del municipio que realice el Presidente Municipal, por sí mismo o por delegación, se deberá consultar en el Sistema Nacional de Servidores Públicos y Particulares Sancionados de la Plataforma Digital Nacional que prevé la Ley General de Responsabilidades Administrativas, con el fin de verificar si dichas personas se encuentran inhabilitadas. Lo anterior, independientemente del cumplimiento de los demás requisitos o procedimientos que establezcan otros ordenamientos aplicables para el ingreso al servicio público. El mecanismo o procedimientos para realizar las consultas a que se refiere esta fracción, serán los que determinen las autoridades competentes en el marco del Sistema Nacional Anticorrupción.
- Proponer al Cabildo la creación de las coordinaciones que sean necesarias, para la consecución del desarrollo y la prestación de los servicios públicos del Ayuntamiento
- Formular, proponer, conducir y evaluar programas de ordenamiento ecológico municipal y realizar las acciones necesarias dirigidas al cumplimiento de las disposiciones normativas en materia de protección al ambiente.
- Proponer a las personas que ocuparán los cargos de delegado, subdelegado, jefe de sector y jefe de sección municipales.

## Direcciones
Para el ejercicio de las facultades ejecutivas que le son conferidas, el presidente municipal contará con dependencias administrativas para lograr una mayor eficacia y eficiencia en sus acciones de gobierno, siendo estas:
- Secretaría del Ayuntamiento
- Dirección de Finanzas
- Dirección de Programación
- Contraloría Municipal
- Dirección de Desarrollo
- Dirección de Fomento Económico y Turismo
- Dirección de Obras, Ordenamiento Territorial y Servicios Municipales
- Dirección de Educación, Cultura y Recreación
- Dirección de Administración
- Dirección de Seguridad Pública
- Dirección de Tránsito
- Dirección de Asuntos Jurídicos
- Dirección de Atención Ciudadana
- Dirección de Atención a las Mujeres
- Dirección de Protección Ambiental y Desarrollo Sustentable
- Coordinación de Protección Civil.

## Presidentes Municipales de Centro
Los Presidentes Municipales de Centro más recientes son:
| Ayuntamiento             | Presidente Municipal | Tipo                                | Período de gobierno                               | Partido Político o Coalición por la que fue electo                                                                         |
| ------------------------ | --- | ----------------------------------- | ------------------------------------------------- | --- |
| Ayuntamiento 2024 - 2027 | Yolanda Osuna Huerta | Presidenta Municipal Constitucional | 5 de octubre de 2024 - En el cargo.               | Movimiento de Regeneración Nacional                                                                                        |
| Ayuntamiento 2021 - 2024 | Aura del Carmen Medina Cano | Presidenta Municipal Interina       | 29 de enero de 2024 - 4 de octubre de 2024        | Movimiento de Regeneración Nacional                                                                                        |
| Ayuntamiento 2021 - 2024 | Yolanda Osuna Huerta | Presidenta Municipal Constitucional | 5 de octubre de 2021 - 29 de enero de 2024        | Movimiento de Regeneración Nacional                                                                                        |
| Ayuntamiento 2018 - 2021 | Evaristo Hernández Cruz | Presidente Municipal Constitucional | 5 de octubre de 2018 - 4 de octubre de 2021       | Movimiento de Regeneración Nacional                                                                                        |
| Ayuntamiento 2015 - 2018 | Casilda Ruiz Agustín | Presidenta Municipal Interina       | 1 de enero de 2018 - 5 de octubre de 2018         | Partido de la Revolución Democrática                                                                                       |
| Ayuntamiento 2015 - 2018 | Gerardo Gaudiano Rovirosa | Presidente Municipal Constitucional | 1 de junio de 2016 - 31 de diciembre de 2017      | Electo por el Cabildo |
| Ayuntamiento 2015 - 2018 | Francisco Peralta Burelo (Primer concejal) Eloisa Ocampo González (Segunda concejal) José Santos Marquez Gordillo (Tercer concejal) | Consejo Municipal                   | 31 de diciembre de 2015 - 31 de mayo de 2016      | Designado por la LXII Legislatura del Congreso del Estado de Tabasco                                                       |
| Ayuntamiento 2013 - 2015 | Humberto de los Santos Bertruy | Presidente Municipal Constitucional | 1 de enero de 2013 - 31 de diciembre de 2015      | Coalición Movimiento Progresista por Tabasco Partido de la Revolución Democrática Partido del Trabajo Movimiento Ciudadano |
| Ayuntamiento 2010 - 2012 | Cuauhtémoc Muñoz Caldera | Presidente Municipal Interino       | 23 de diciembre de 2011 - 31 de diciembre de 2012 | Electo por el Cabildo |
| Ayuntamiento 2010 - 2012 | Jesús Alí de la Torre | Presidente Municipal Constitucional | 1 de enero de 2010 - 23 de diciembre de 2011      | Candidatura común Partido Revolucionario Institucional Partido Nueva Alianza                                               |
| Ayuntamiento 2007 - 2009 | Evaristo Hernández Cruz | Presidente Municipal Constitucional | 1 de enero de 2007 - 31 de diciembre de 2009      | Partido Revolucionario Institucional                                                                                       |
| Ayuntamiento 2004 - 2006 | José Antonio Compañ Abreu | Presidente Municipal Interino       | 23 de enero - 31 de diciembre de 2006             | Electo por el Cabildo |
| Ayuntamiento 2004 - 2006 | Florizel Medina Pereznieto | Presidente Municipal Constitucional | 1 de enero de 2004 - 23 de enero de 2006          | Coalición Alianza para Todos Partido Revolucionario Institucional Partido Verde Ecologista de México                       |
| Ayuntamiento 2001 - 2003 | Andrés Granier Melo | Presidente Municipal Constitucional | 1 de enero de 2001 - 31 de diciembre de 2003      | Partido Revolucionario Institucional                                                                                       |